# The Greatest Hits (álbum de Lime)
The Greatest Hits es el primer álbum recopilatorio del grupo canadiense Lime. Fue lanzado en 1985 por la discográfica Matra Records y contiene los temas más exitosos de sus cuatro álbumes de estudio editados hasta la fecha.

## Lista de canciones
| N.º | Título                           | Duración |  |
| 1.  | «Angel Eyes»                     | 5:45     |  |
| 2.  | «Come and Get You Love»          | 6:00     |  |
| 3.  | «Take It Up»                     | 6:02     |  |
| 4.  | «Your Love»                      | 3:50     |  |
| 5.  | «Babe, We're Gonna Love Tonight» | 6:00     |  |
| 6.  | «Guilty»                         | 6:25     |  |
| 7.  | «My Love»                        | 6:32     |  |